# وطواط عربي
وطواط عربي (الاسم العلمي: Hypsugo arabicus)، هو نوع من الخفافيش يتبع فصيلة خفافيش الليل. يوجد فقط في سلطنة عمان وإيران.